# Неда
Неда (нім. Nöda) — громада в Німеччині, розташована в землі Тюрингія. Входить до складу району Земмерда. Складова частина об'єднання громад Грамме-Ауе.
Площа — 4,30 км2. Населення становить 801 ос. (станом на 31 грудня 2021).

## Галерея

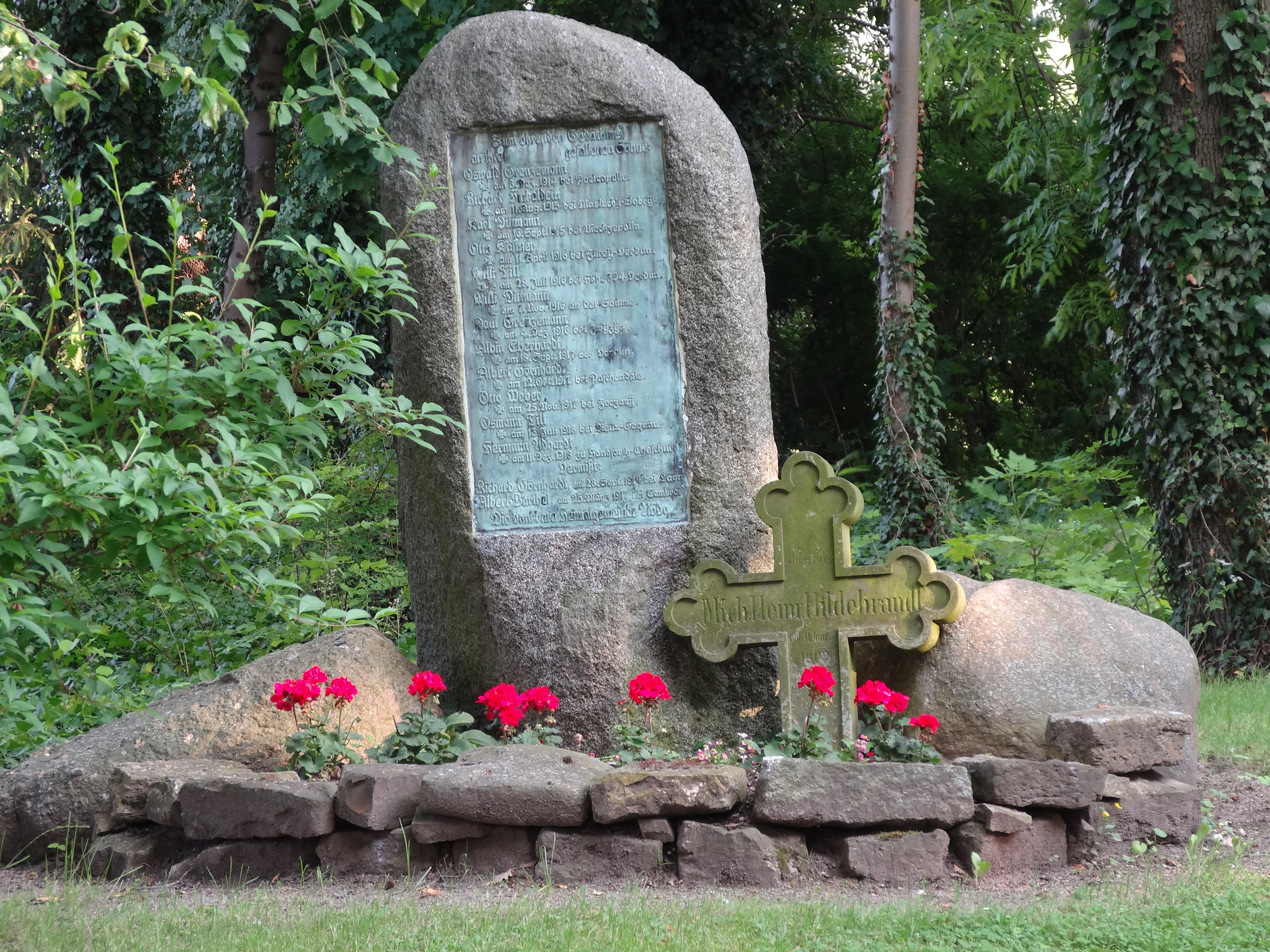